# 通過儀礼
通過儀礼（つうかぎれい、rite of passage）とは、人間が出生してから成人し、結婚などを経て死に至るまでの成長過程で、次なる段階の期間に新しい意味を付与する儀礼。イニシエーションの訳語としてあてられることが多い。具体的な内容は地域の歴史と風俗により変わり、更に内容も目的も変わり時代と共に変遷する。
人生儀礼（じんせいぎれい）ともいうが、通過儀礼を広義に取り、人生儀礼を下位概念とする分け方もある。

## 概要
(三上勝夫 1977)は、以下の ２つの意味を持つ行為であると論じた。
1. 成長・発達の実現を確認する行為
2. 共同体の何らかの成員たることを認定するないしは認定してもらう行為

イニシエーションとして古くから行われているものとしては、割礼や抜歯、刺青など身体的苦痛を伴うものも多く、こうした事例は文化人類学の研究対象となっている。フランスのファン・ヘネップによる研究（『通過儀礼』1909年）が有名である。
通過儀礼を観光化・娯楽化したものとしては、バヌアツ共和国のナゴール（バンジージャンプ）などが有名である。
宗教においても通過儀礼は重要な儀式として位置づけられる。その一例としてキリスト教社会においては、以下のようなものが挙げられる。
- カトリック教会における秘跡は、通過儀礼としての性質を併せ持っているものが多い。洗礼（幼児洗礼）や初聖体、堅信などは典型的な例である。
- プロテスタント教会における幼児洗礼や信仰告白、正教会における聖洗も同様である。プロテスタント教会であっても幼児洗礼を行わないバプテスト派の洗礼（浸礼という）は、通過儀礼というよりは会衆の一員となる儀式の性格が強い。

現代における入社式や卒業式など、社会集団に参入または離脱する際に行われる儀礼も通過儀礼のひとつだが、日本で一時期社会問題となった一気飲みのように、文化圏によってはイニシエーションとして若者が大人社会に参入する際に過酷な試練を課すという現象が見られる。社会心理学では、負担の大きな加入儀礼は、当人が認知的不協和を解消しようとする結果、組織への主観的評価を高めると考えられている。一方で、過酷すぎるイニシエーションはメンバーのフラストレーションを高め、集団に対する価値や魅力を失わせるという研究結果もある。

## 日本における通過儀礼
日本の中世・近世における武家階級では元服というものがあり、服装、髪型や名前を変える、男子は腹掛けに代えてふんどしを締める（褌祝）、女子は成人仕様の着物を着て厚化粧する、といったしきたりもあった。地域・社会によっては男子の場合、米俵1俵（60キログラムから80キログラム）を持ち上げることができたら一人前とか、地域の祭礼で行われる力試しや度胸試しを克服して一人前などという、年齢とは別の成人として認められる基準が存在した例もある。女子の場合には子供、さらに言うならば家の跡継ぎとなる男子を出産して、ようやく初めて一人前の女性として周囲に認めてもらえる場合もあった。
江戸時代、会津や米沢の子は14 - 15歳になると飯豊山を登山し、標高1882メートル地点にある「御秘所（おひそ）」と呼ばれる難所（つるつるの岩場。手掛かりの鎖が付いたのは20世紀になってから）を越えられたら一人前の男として認められた（飯豊山神社も参照）。
男子の場合、明治の徴兵令施行から太平洋戦争が終結した1945年までは、「国民皆兵」の体制が取られ、徴兵検査がその通過儀礼となった。徴兵検査で一級である甲種合格となることは「一人前の男」の公な証左であり憧れの対象でもあった。徴兵検査により健康状態や徴兵上の立場が明らかにされることは、当事者の社会的・精神的立場にも影響を与えた。現役兵役に適さないとされる丙種合格であった山田風太郎は、自らを「列外の者」と生涯意識する要因になったと述べている。1938年には結核による丙種合格判定も要因の1つとなって日本犯罪史に残る大量殺人事件・津山三十人殺しが起きている。しかしながら、身内レベルでは、入営を免れる丙種合格を望む風潮もあり、また「甲種合格と認められつつ籤逃れ（入営抽選漏れ）がよい」と望む考えも暗にあった。昭和時代での甲種合格率は3分の1前後、甲・乙に満たない丙種以下の割合は、時期により変動するが、15 - 40%程度であった。入営後は新兵教育という名目のいじめやしごきという形で通過儀礼がおこなわれた（詳細は兵 (日本軍)を参照）。
現代の日本においては、幼少時の宮参り、七五三や、老年期の還暦や喜寿の祝いなど、一定の年齢に到達することで行われる通過儀礼は残っているものの、「その人物を地域社会が一個の成人として認める通過儀礼」が過去ほど明確には意識されてはいない。18歳で普通自動車の運転免許証の取得が可能になる、20歳で飲酒・喫煙が許され選挙権（2016年以降は18歳）、25歳で被選挙権の行使が可能になるなど、法律により一定年齢に達することで自動的に権利が与えられるものはあるが、儀式としては成人式以外に通過儀礼と呼べるものはない。一方で大学入試を通過儀礼とする考え方もある。